# Casa Salazar
Pour les articles homonymes, voir Salazar.
La Casa Salazar ou maison Salazar est un palais de style baroque localisé dans la ville de San Cristóbal de La Laguna, sur l'île de Tenerife, dans l'archipel des Canaries, en Espagne.
Elle est l'un des exemples les plus typiques de l'architecture canarienne, et combine également des éléments maniéristes et néoclassiques.
Le palais est le siège épiscopal du diocèse de Tenerife.

## Histoire
La construction de la maison-palais a été entamée vers 1629 par Cristóbal Salazar de Frias, qui était arrivé à Tenerife à la fin du XVIe siècle. Les travaux ont été continués par son fils Cristóbal Salazar de Frias y Rios et achevés vers 1687.
En 1891 l'évêque Ramón Torrijos y Gómez  acheta la Casa à Esteban Salazar de Frias y Ponte, VIIIè Conde de la Vallée de Salazar, en le convertissant en siège du diocèse.
Le palais est un Bien d'Intérêt Culturel dans la catégorie de Monument depuis 1982, faisant en outre partie de l'ensemble historique classé Patrimoine de l'Humanité par l'Unesco depuis 1999,.
Le 23 janvier 2006 un incendie a détruit le bâtiment, laissant pratiquement seulement la façade de pierre. Après plusieurs années de restauration et de reconstruction, dont les œuvres ont été financées par des institutions publiques, l'Église, des entreprises et des particuliers, le bâtiment a été réinauguré le 19 juin 2009.

### Capilla del Obispado
Un des éléments les plus remarquables de la Maison Salazar est la chapelle de l'évêché, fruit du travail d'un groupe international et œcuménique dirigé par le jésuite slovène, Marko Ivan Rupnik. Cet auteur et son équipe avaient déjà travaillé pour le Vatican, la cathédrale de l'Almudena de Madrid et les sanctuaires de Lourdes, entre autres.
La chapelle a été inaugurée en mai 2010 et représente dans sa mosaïque centrale de style byzantin ou orthodoxe le mystère de Pentecôte. La chapelle a été conçue et construite à Rome, et après son achèvement, des milliers de mosaïques ont été prises à Tenerife. En plus du thème central, les noms des saints et des bienheureux de ce diocèse sont également inscrits dans la chapelle, comme saint Pierre de Betancur, saint José de Anchieta, martyrs de Tazacorte et sœur María de Jesús de León Delgado.
Cette chapelle est une des œuvres d'art les plus importantes du diocèse de Tenerife et considéré comme le joyau de l'art religieux moderne dans les îles Canaries.

## Galerie

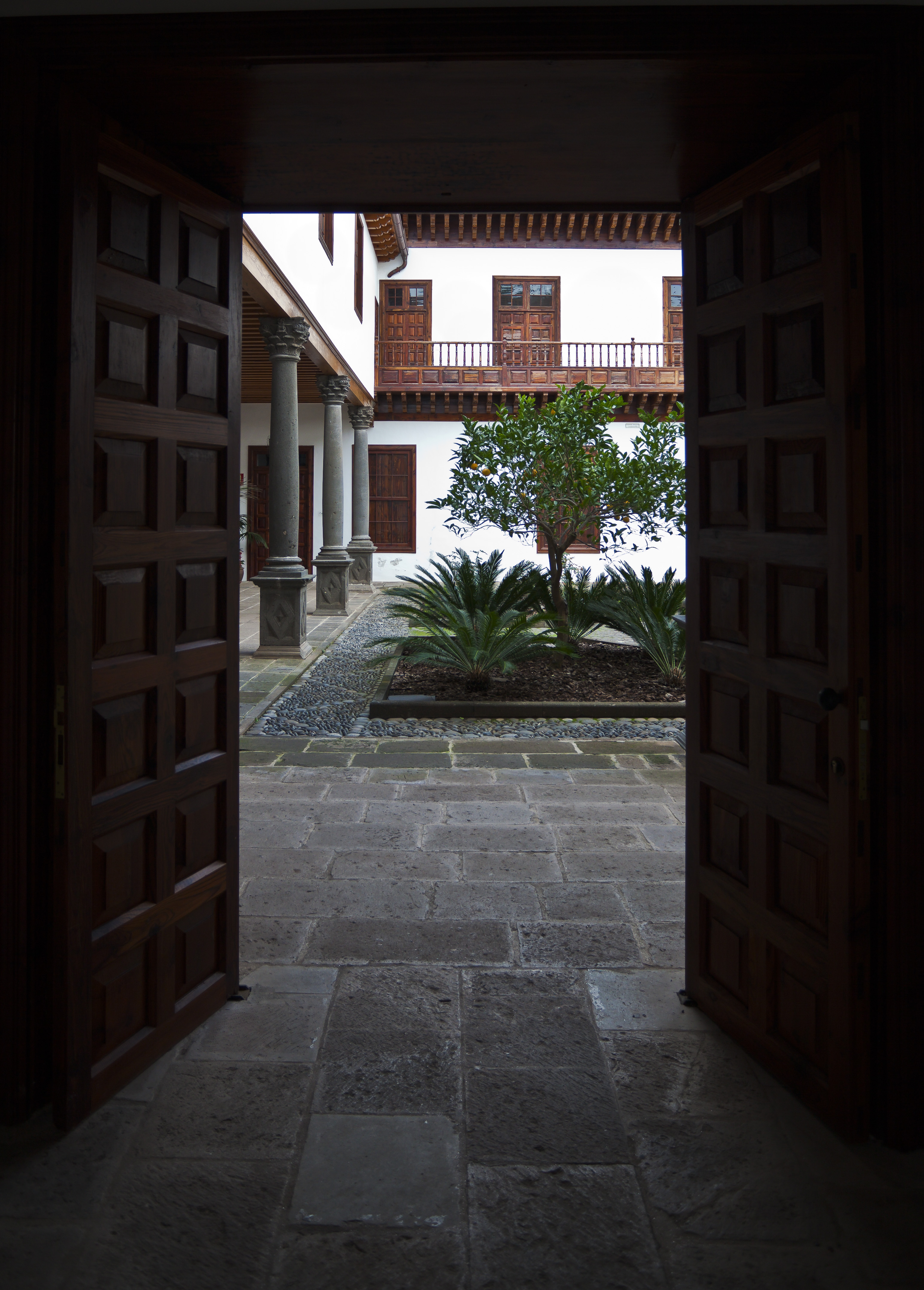
Intérieur du Palais.
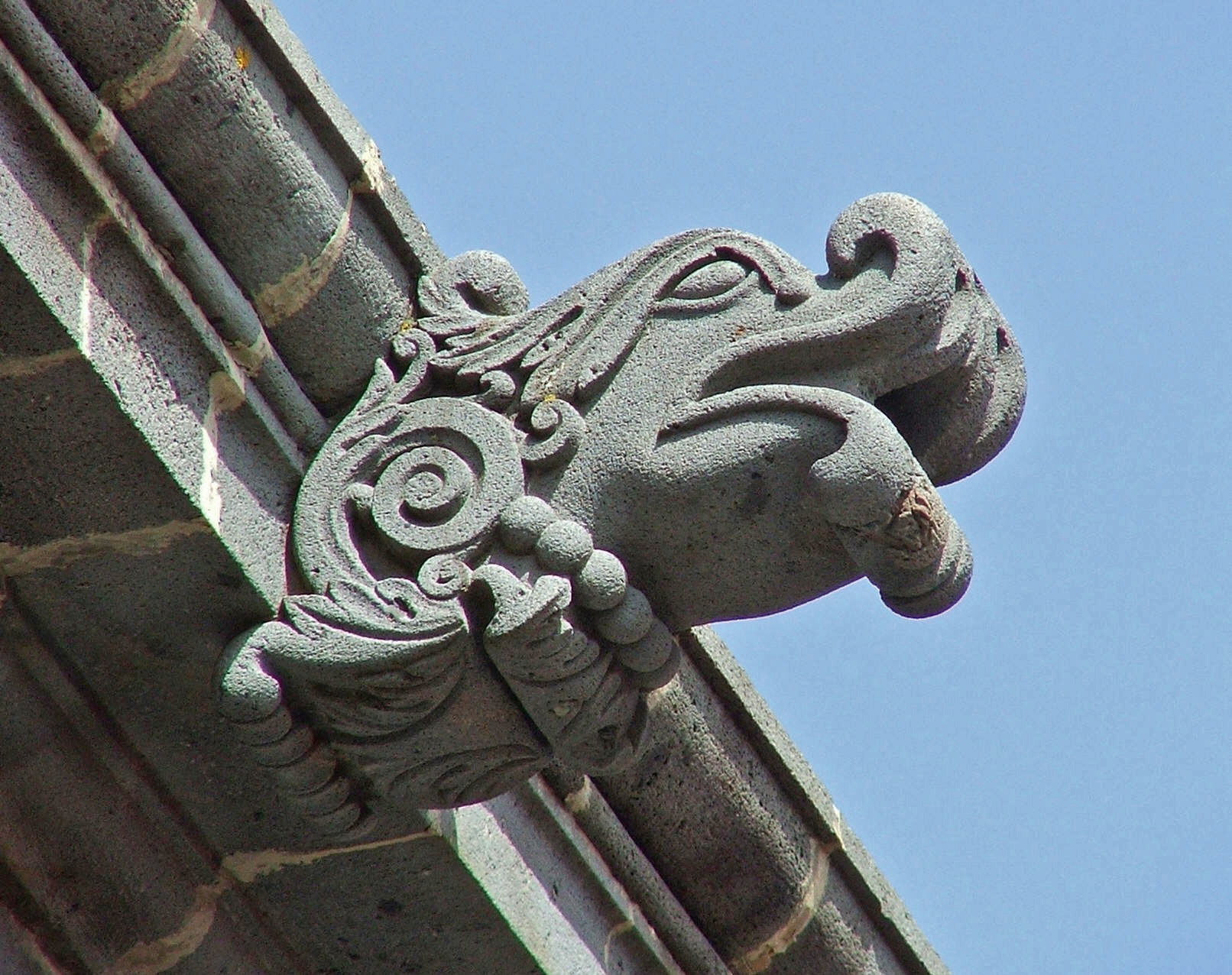
Une des gargouilles du Palais.
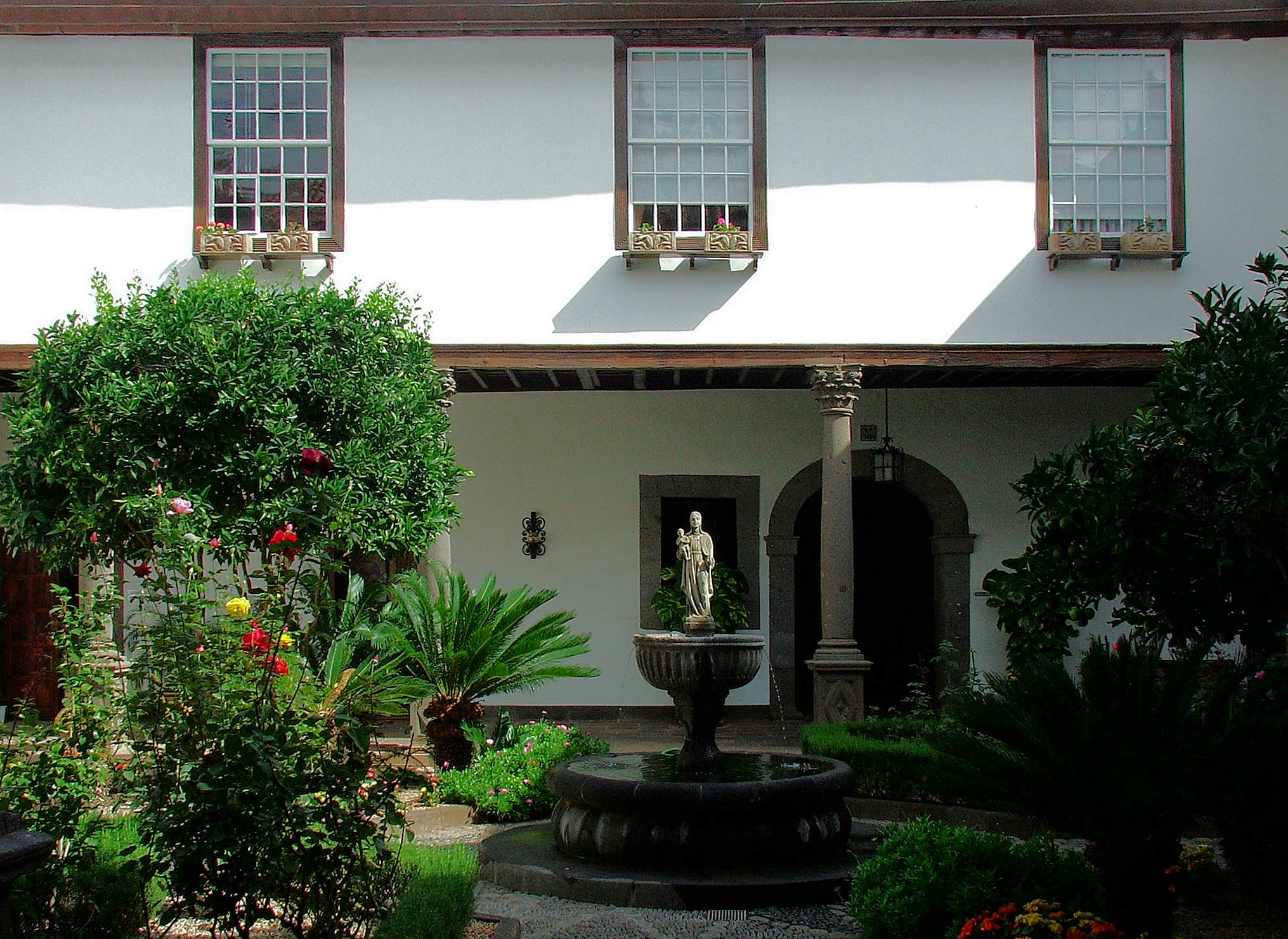
Cour du palais avant l'incendie.
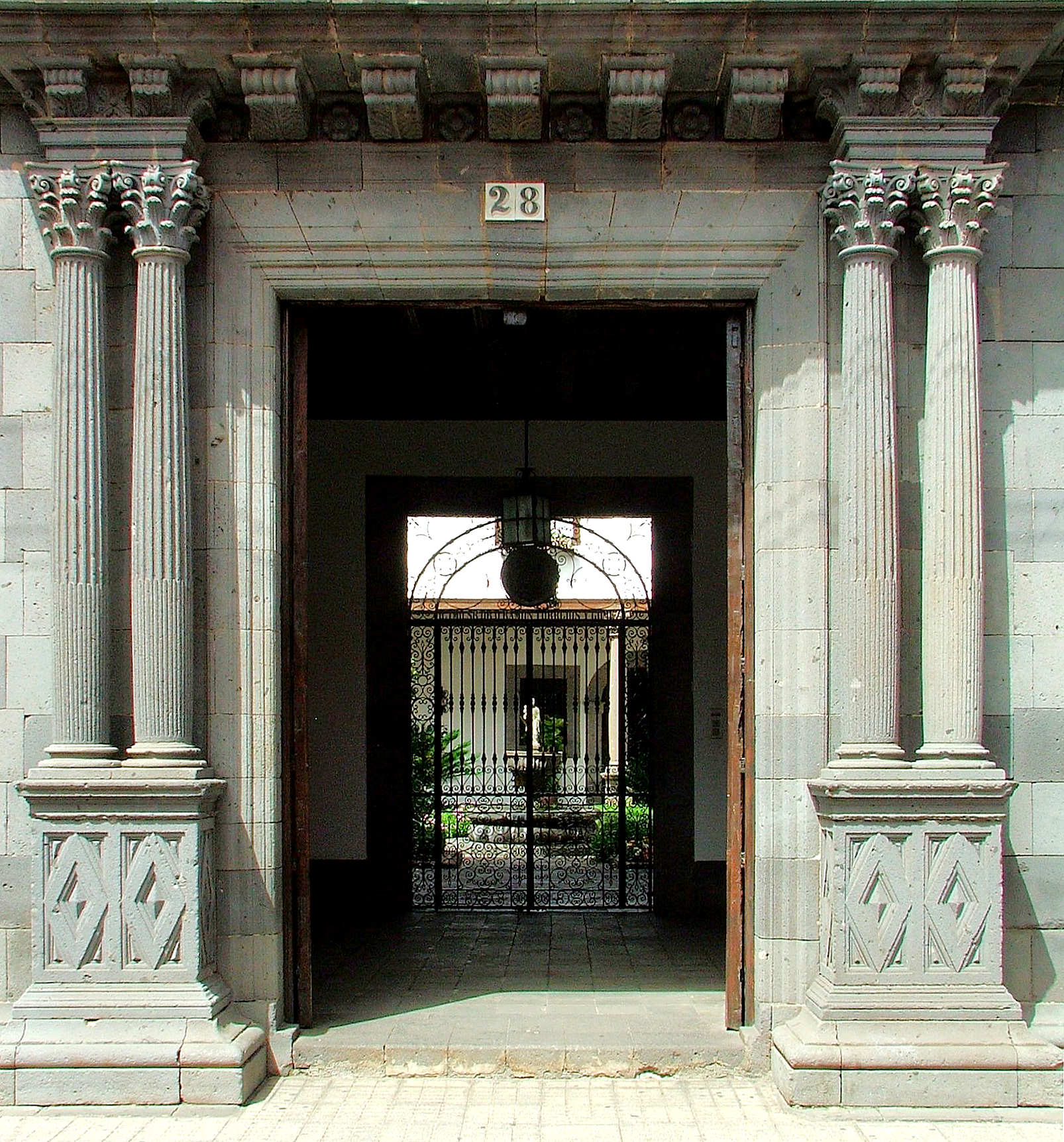
Portique d'entrée.
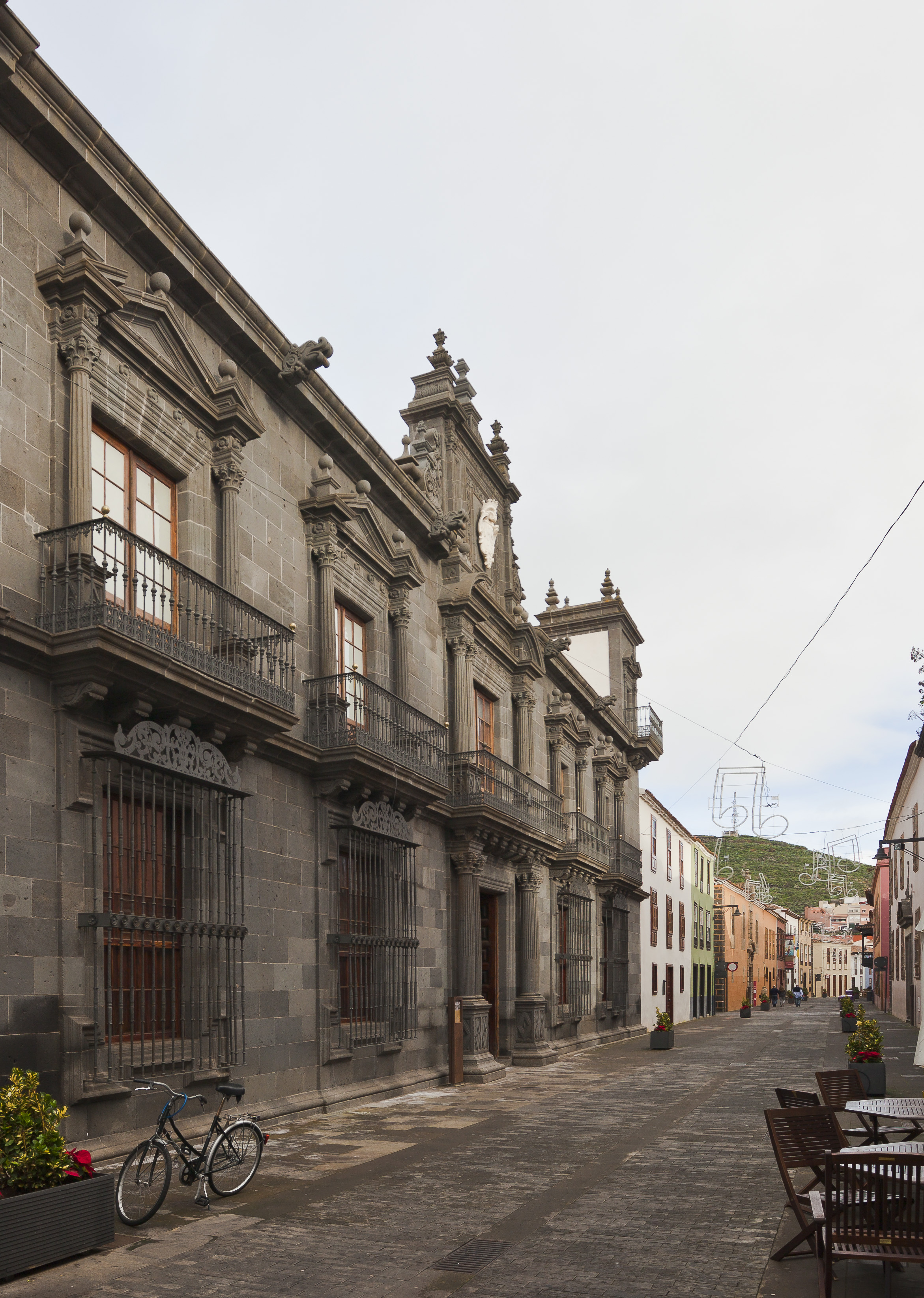
Façade